# Bandariba
Bandariba of Banda'riba is een district in het zuidoostelijke deel van het eiland Curaçao. De naam is Papiaments en betekent letterlijk de bovenkant.

## Geschiedenis
In 1634 werd Curaçao veroverd door de West-Indische Compagnie en werd de stad Punda gesticht. Om de bevolking te voeden werden op het eiland plantages aangelegd. Deze waren kleinschalig als gevolg van de onvruchtbare grond en produceerden yams, mango's of sinaasappels of fokten vee. Bandariba trok later vrijgeborenen en vrijgekochte slaven aan die zich in het braakliggende land vestigden.
In de 19e eeuw stichtte de rooms-katholieke kerk de dorpen Santa Rosa en Montaña om de voormalige slavenbevolking op te voeden en te bekeren. In 1875 werd bij de Tafelberg een grootschalige fosfaatmijn geopend. Vandaar werd het eerste spoorlijntje van Curaçao aangelegd naar Fuikbaai bij Nieuwpoort.
In 1927 bouwde Royal Dutch Shell een olieterminal in Spaanse Water.

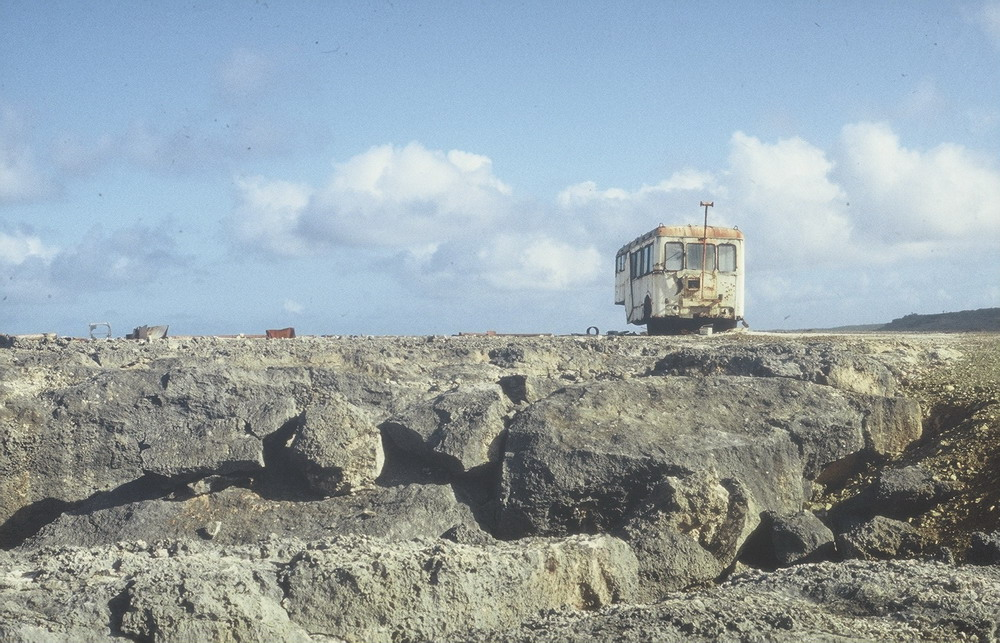
Oostpunt

Curaçao werd in 1925 herverdeeld in drie districten. Het stadsdistrict Willemstad was aanvankelijk beperkt tot de hoofdstad Willemstad en werd in 1930 fors uitgebreid met de omringende woonkernen. Daarnaast zijn er twee buitendistricten: Bandariba en Bandabou. Tijdens de late 20e eeuw werd het toerisme belangrijk en ontstonden toeristische resorts op Bandariba.

Het dorp Oostpunt, het meest oostelijke punt van het eiland, is privébezit van de familie Maal en het grootste deel van het 54 vierkante kilometer grote gebied rond de dorpen Oostpunt, Sint Joris en Santa Catharina is verboden terrein. In Oostpunt wonen alleen Willy Maal en zijn moeder. Oostpunt beslaat ongeveer tien procent van het Curaçao.

## Plaatsen
| District Bandariba                                   | District Bandariba | District Bandariba |
| Plaats                                               | Inwoners (2011)    |                    |
| ---------------------------------------------------- | ------------------ | ------------------ |
| Montaña Rey                                          | 5.307              |                    |
| Santa Rosa                                           | 5.198              |                    |
| Montaña Abou                                         | 4.382              |                    |
| Koraal Partir (Groot Sint Joris, Popo, Abrahamsz)    | 3.958              |                    |
| Spaanse Water (Jan Thiel, Nieuwpoort, Santa Barbara) | 3.119              |                    |
| Seru Grandi (Fuik)                                   | 2.277              |                    |
| Oostpunt (Sint Joris)                                | 555                |                    |
| Totaal                                               | 24.796             |                    |